# Seleção Tonganesa de Rugby Union
A Seleção Tonganesa de Rugby Union é uma equipe de rugby union que representa a Tonga em jogos internacionais. A seleção está no segundo grupo do rugby union mundial; já conseguiu se classificar em 7 Copas do Mundo.

## Desempenho em Copas do Mundo
| Ano  | Desempenho       | Jogos | Vitória              | Empate | Derrota                                   |
| ---- | ---------------- | ----- | -------------------- | ------ | ----------------------------------------- |
| 1987 | Primeira fase    | 3     |                      |        | País de Gales Irlanda Canadá              |
| 1991 | Não Classificado | 0     |                      |        |                                           |
| 1995 | Primeira fase    | 3     | Costa do Marfim      |        | França Escócia                            |
| 1999 | Primeira fase    | 3     | Itália               |        | Nova Zelândia Inglaterra                  |
| 2003 | Primeira fase    | 4     |                      |        | Nova Zelândia País de Gales Itália Canadá |
| 2007 | Primeira fase    | 4     | Samoa Estados Unidos |        | África do Sul Inglaterra                  |
| 2011 | Primeira fase    | 4     | Japão França         |        | Nova Zelândia Canadá                      |
| 2015 | Classificado     |       |                      |        |                                           |